# Colastes cognatus
Colastes cognatus är en stekelart som beskrevs av Sergey A. Belokobylskij 1992. Colastes cognatus ingår i släktet Colastes och familjen bracksteklar. Inga underarter finns listade i Catalogue of Life.